# Astragalus cliffordii
Astragalus cliffordii är en ärtväxtart som beskrevs av Stanley Larson Welsh och N.Duane Atwood. Astragalus cliffordii ingår i släktet vedlar, och familjen ärtväxter. Inga underarter finns listade i Catalogue of Life.